# 글루텐 프리 식품

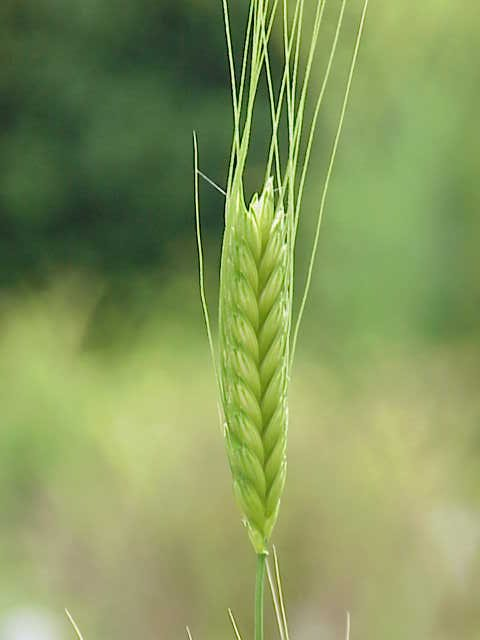
밀

글루텐 프리 식품(Gluten-free diet, GFD)은 밀(및 스펠트밀, 호라산밀, 라이밀 등의 잡종 포함, 보리, 호밀, 귀리 등)에서 볼 수 있는 단백질 혼합물인 글루텐이 제외된 식품이다.

## 글루텐프리 식품이 필요한 경우
미국의 경우 밀을 섭취했을 때 불편함을 호소하는 사람이 약 6%로 추정되고 있으며, 이들은 셀리악병을 포함하여 밀 알레르기(allergy)와 글루텐 과민증(sensitivity)을 가진 사람들이다. 글루텐프리 식품은 이처럼 글루텐이 포함된 음식을 섭취했을 경우 예민한 증상을 일으키는 사람들에게 도움이 되는 식품이다.

## 글루텐프리 식품 열풍
최근 글루텐프리 식품이 일반인에게 일종의 ‘건강식품’으로 각광받는 분위기다. 소비자들이 글루텐프리 식품을 선택하는 가장 큰 이유는 셀리악병 등의 글루텐 불내증이 아니라 건강개선 때문이라는 조사 결과가 발표되기도 했다. 소비자들은 지나친 밀가루 음식 섭취가 건강에 악영향을 미치고, 비만을 유발한다는 이유로 글루텐프리 식품을 고집한다. 하지만 글루텐프리 식품은 셀리악병 등의 글루텐 소화불능 환자를 위한 필수 식품이기 때문에 의사와 상담하기 전 글루텐을 피하는 건 현명하지 못하다. 글루텐에 민감하고 글루텐프리 식사에 반응하는 환자들에게는 글루텐프리 식사가 건강 증진에 도움이 되지만, 글루텐 관련 증상이 없고, 글루텐프리 식사가 건강에 도움이 되는 것이 없는 사람의 경우에는 글루텐프리 식품 선택 시 유익 없이 비용만 증가하게 된다. 글루텐프리 식품은 밀가루와 글루텐이 체질에 맞지 않는 사람의 대체식품일 뿐, 모두에게 적용할 수 있는 건강식품은 아니다.